# Evžen Druhý aneb Hrdina našeho věku (Müller)
Evžen Druhý aneb Hrdina našeho věku (v německém originále Eugen, der Zweyte, der Held unsrer Zeit) je příležitostná hra se sbory (singspiel) o jednom jednání českoněmeckého skladatele Wenzela Müllera na libreto Karla Friedricha Henslera. Její premiéru uvedlo 3. listopadu 1796 divadlo Theater in der Leopoldstadt ve Vídni.
Skladatel Wenzel Müller po začátcích v brněnském městském divadle nastoupil roku 1786 jako kapelník ve vídeňském předměstském divadle v Leopoldstadtu, kde – s výjimkou svého působení jako kapelník opery pražského Stavovského divadla v letech 1806–1813 – zůstal do své smrti a napsal pro ně velkou řadu zpěvoher, baletů a scénických hudeb, jakož i příležitostných skladeb.
Text této oslavné hry, jemuž autoři dali podtitul „rakouský občanský obraz se sbory“ („Eine österreichische Bürgergemälde mit Chören“) nebo „rakouská zpěvohra“ („Österreichisches Singspiel“), napsal Karl Friedrich Hensler (1759–1825), populární libretista a současně v té době ředitel divadla v Leopoldstadtu. Jednalo se o reakci na úspěšnou vojenskou kampaň první koalice proti vojskům Francouzské republiky v létě roku 1796, jejíž hlavní vojevůdce arcivévoda Karel je v textu připodobňován k hrdinovi protitureckých válek Evženu Savojskému.
Kariéra této zpěvohry byla omezena její aktuálností, hrála se však i mimo Vídeň, například 21. listopadu 1796 v Prešpurku a 7. a 19. ledna 1797 ve Štýrském Hradci. Vlastní hudební adaptaci napsal skladatel František Josef Dusík pro Stavovské divadlo v Lublani, kde měla premiéru 7. listopadu 1797. V březnu roku 1797 pak Divadlo v Leopoldstadtu uvedlo pokračování Evžena Druhého ze stejné autorské dílny pod názvem Občanské radosti.

## Postavy
- Pan von Kronthal, okresní hejtman
- Bernhard Rehm, dragoun pod princem Evženem v roce 1734
- Anton Rehm, jeho syn, bohatý řezník
- Franz a Hannchen, jeho děti
- Poštmistr Werlau
- Caroline a Joseph, jeho děti
- Treumann, učitel
- Röschen, jeho dcera
- Kaspar, řeznický pacholek
- Měšťané a měšťanské dívky
- Vojáci
- Poštovní sluha[5]

## Děj opery
(Odehrává se v městečku s poštovní stanicí nedaleko Vídně.) 

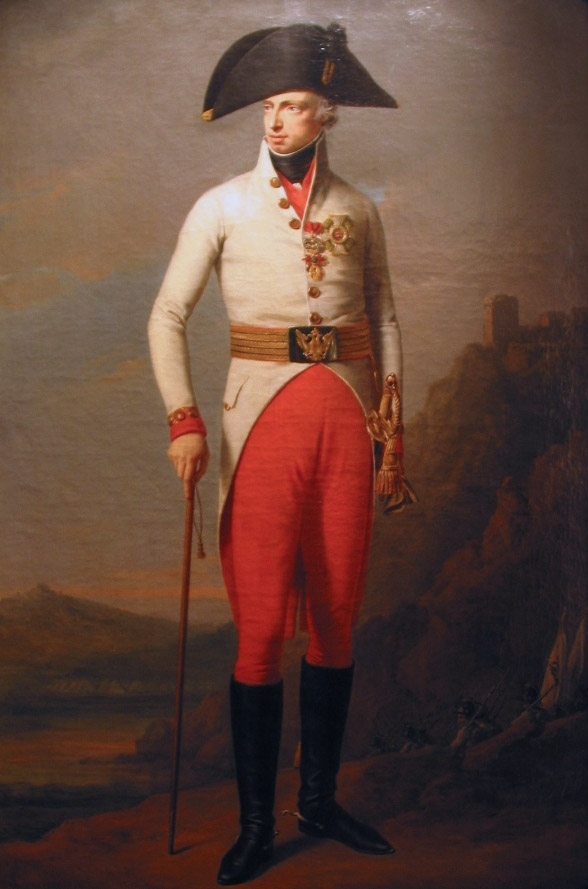
Arcivévoda Karel Rakousko-Těšínský, obraz Josepha Hickla z doby kolem roku 1800

(1. obraz – Ulice) Vojáci se shromažďují k odchodu do boje „za Boha, zákon a našeho Františka“ a měšťané a měšťanské dívky je přitom častují alkoholem a vyprovázejí je (sbor Die Trommel schlägt).
(2. obraz – Světnice řezníka Antona Rehma s obrazem císaře) Rehmův starý otec Bernhard vyjadřuje potěšení nad tím, s jakým nadšením mladí dobrovolníci rukují na obranu zeměpána a vlasti. Jeho vnučka Hannchen však vyjadřuje lítost nad všemi děvčaty, kterým mládenci odešli do nebezpečného boje proti nepříteli, a utěšuje se, že mezi nimi alespoň nebyl její milý, poštmistrovic Joseph. Děd jí vysvětluje, že mladí muži musí vyslyšet volání vlasti, ale Hannchen opáčí, že za dvacet let bude vlast opět volat a kde se najdou noví mladíci, když nynější děvčata zůstanou sama? Oznamuje také, že se otec brzy vrátí z Vídně a poslal zprávu, že přijede se vzácným hostem, ať se dům uklidí a vyčistí. To vyvolává dívčinu zvědavost a dědem vzpomíná rovněž na svého bratra Franze, který narukoval již dříve a o němž nejsou zprávy. Hannchen o něj má starost, ale Bernhard je na vnuka hrdý.
I okresní hejtman von Kronthal si libuje nad novými rekruty. Zmiňuje přitom jednoho mládence, který se u něj dnes ráno přihlásil, jen prý že si musí ještě vyžádat svolení svého otce a své dívky. Hannchen se s obavami dohaduje, že šlo o jejího Josepha. Poté Bernhard a hejtman hovoří o vojensko-politické situaci a o vůdci rakouských vojsk, mladém arcivévodovi Karlovi, který smyl hanu Německa a bohdá s nepřítelem brzy uzavře trvalý, četný mír. Bernhard, vysloužilec z válek prince Evžena, lituje jen toho, že se již bitev nemůže zúčastnit. Hannchen zatím poklízí spolu s pacholkem Kasparem. Ten je cizinec – pasovský občan – a díky tomu, že jeho zeměpán není v válce, mu odvod nehrozí.

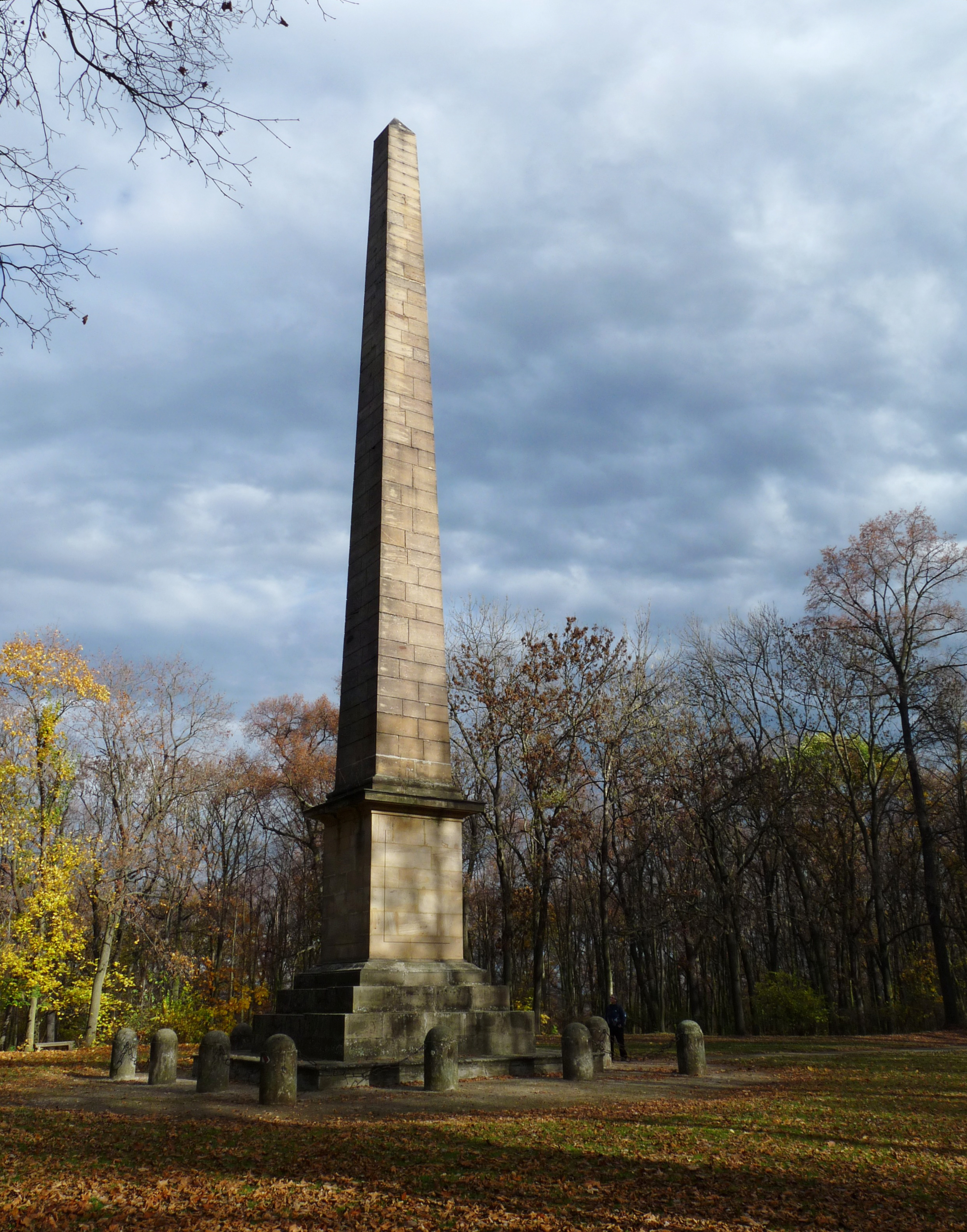
Obelisk v parku zámku Krásný Dvůr na památku bitvy u Ambergu, opěvované v Evženu Druhém

Anton Rehm přichází domů a Hannchen se hned ptá po novinách z Vídně a po oznámeném vzácném hostu, ale otec dělá drahoty a posílá ji převléci se do nedělních šatů; zato na Kaspara se vzteká. Dozvěděv se o Rehmově návratu přikvačí poštmistr Werlau a rovněž se vyptává, co Rehm v hlavním městě viděl; Rehm popisuje se slzami v očích vlastenecké nadšení a svornost Rakušanů. Poté dorazí i hejtman a učitel Treumann a řezník jim popisuje slavnost, kterou přichystal na oslavu jmenin arcivévody Karla. Jejím vyvrcholením má být zavěšení arcivévodovy podobizny na lípu – a právě tento obraz, který Rehm vybaluje a ukazuje, je oním „vzácným hostem“. Také přítomným vypravuje., že se dozvěděl, že jeho syn Franz se osvědčil v boji a byl povýšen na důstojníka, ba stal se generálovým oblíbencem. To těší zejména poštmistra, jehož dcera Caroline je Franzovou snoubenkou.
(3. obraz – Světnice u poštmistra) Poštmistrovic Caroline doufá v brzký mír. Otec jí přináší zprávu o Franzově povýšení a Caroline se raduje. Její bratr Joseph na kolenou žádá otce, aby směl odejít k vojsku na obranu otčiny, a poštmistr mu dojatě žehná. O něco později vstoupí do světnice jakýsi důstojník, ze kterého se vyklube Franz. Je v městečku jen na skok, protože doprovází svého generála do Vídně, a přišel Carolinu pozdravit.
(4. obraz – Světnice u řezníka) Bernhard vzpomíná na své vojančení za prince Evžena. Hannchen přiběhne v pláči: její milý Joseph se nechal odvést k vojsku. Děd ji utěšuje. Přicházejí Rehm, hejtman a nakonec i Joseph sám v novém stejnokroji lehké jízdy. Hannchen se po něm dožaduje slibu věrnosti, zatímco muži mu blahopřejí a chválí ho. Pak všichni odcházejí na slavnost.
(5. obraz – Skvostný rytířský sál na císařském hradě nad městečkem, s portrétem arcivévody Karla ověnčeným vavřínem) Ke slavnosti se shromáždila veškerá honorace městečka, včetně učitele a sboru jeho žáků. Okresní hejtman přivádí Rehmově rodině ukázat Franze. Všichni přísahají věrnost císaři a vlasti a se zdviženou pravicí provolávají slávu zachránci Německa, milovanému arcivévodovi Karlovi (sbor Völker, preiset mit erhobne Hand a závěrečný zpěv-vaudeville Bey Amberg ist der Sieg erkämpft).